# Łapsze Niżne (gmina)
Łapsze Niżne est une gmina rurale du powiat de Nowy Targ, Petite-Pologne, dans le sud de la Pologne, à la frontière avec la Slovaquie. Son siège est le village de Łapsze Niżne, qui se situe environ 19 km au sud-est de Nowy Targ et 77 km au sud de la capitale régionale Cracovie.
La gmina couvre une superficie de 124,79 km2 pour une population de 8 785 habitants.

## Géographie
La gmina inclut les villages de Falsztyn, Frydman, Kacwin, Łapszanka, Łapsze Niżne, Łapsze Wyżne, Niedzica et Trybsz.
La gmina borde les gminy de Bukowina Tatrzańska, Czorsztyn et Nowy Targ. Elle est également frontalière de la Slovaquie.